# こぐま座ベータ星
こぐま座β星は、こぐま座の恒星で2等星。北斗七星より一回り小さな、こぐま座の小北斗七星ともいえる星の並びの中にあり、ひしゃくの水汲みの先にある。

## 特徴
こぐま座γ星と共に、地球の歳差運動により、紀元前1500年頃から西暦500年頃にかけて北極星であった。1つ前の北極星はりゅう座α星で、1つ後の北極星は現在のポラリスである。
現在、水素を使い果たし、核に溶け込むヘリウムを燃焼する段階に入っている。また、うみへび座α星アルファルドなどと同じくバリウム星としての性質を持っている。この恒星よりも大きかった当時の主星が巨星化して死を迎え、その過程で生み出された物質が流れ込んだのではないかと考えられている。

### 名称
学名はこぐま座β星（β Ursa Minoris、略称β UMi）。固有名の、コカブ (Kochab)は、アラビア語で「北の星」を意味する Al kaukab al shamaliyy の kaukab（星）の部分が残ったものと考えられている。また一説には、ポラリスの別名である Alrucaba に由来するともされる。2016年7月20日、国際天文学連合の恒星の命名に関するワーキンググループ (Working Group on Star Names, WGSN) は、Kochab をこぐま座β星の固有名として正式に承認した。

この星はこぐま座γ星と共に、「極の守護者」 (Guards of the Pole) と呼ばれている。北極星ポラリスの周囲にある、肉眼で見ることのできる明るい星としては、最も北極星に近いからであろうとされている。
昔の中国での名称もあり、北極五星（太子、帝、庶子、后、北辰）のうち帝がコカブである。これが天帝（太一（大一）タイチー、太極、太乙）即ち天皇大帝である。その周囲を北斗七星など所臣が廻って守っているとされた。

## 惑星系
2014年、こぐま座β星に1つの太陽系外惑星が発見された。
| 名称 （恒星に近い順） | 質量          | 軌道長半径 （天文単位） | 公転周期 (日) | 軌道離心率  | 軌道傾斜角 | 半径 |
| --------------------- | ------------- | ----------------------- | ------------- | ----------- | ---------- | ---- |
| b                     | >6.1 ± 1.0 MJ | 1.4 ± 0.1               | 522.3 ± 2.7   | 0.19 ± 0.02 | —          | —    |